# امیر اور

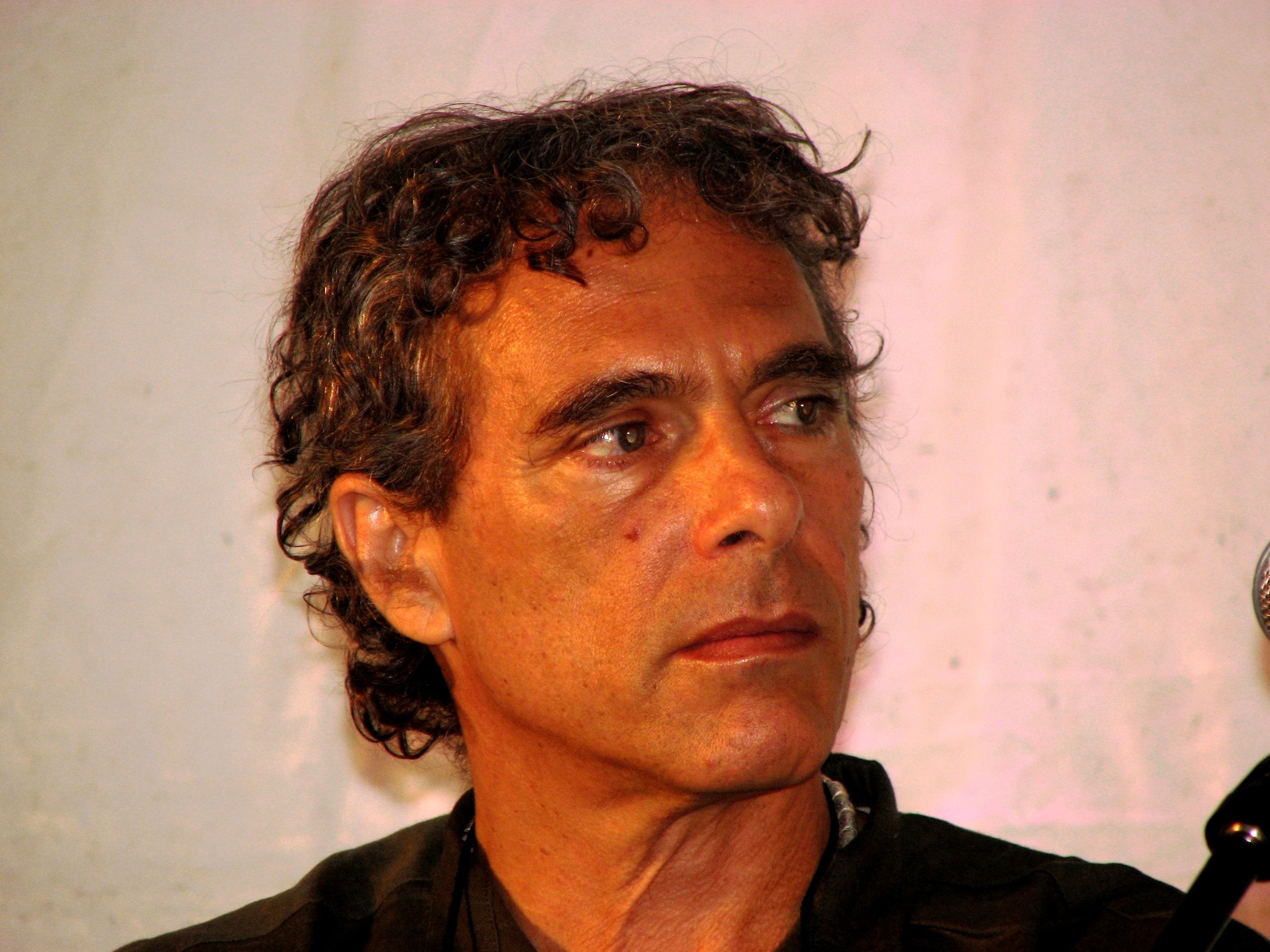
امیر اور, ۲۰۱۰

امیر اور(به عبری: אמיר אור)(متولد سال ۱۹۵۶) شاعر اهل اسرائیل است که آثارش تاکنون به چهل و شش زبان ترجمه شده است و از شهرتی جهانی برخوردار است. در آثار امیر اور مضامین مذهبی، عرفانی و اشراق گرایانه ای دیده می شود و این به گونه ای ست که بسیاری از کارهای او را به متون حکیمانه و شطحیات شبیه ساخته است.
او در سال ۲۰۱۹ موفق به دریافت نشان هومر در شعر شد و در سال ۲۰۲۰ جایزه شعر استروگا به او تعلق گرفت. 
امیر اور در تل آویو به دنیا آمد و در دانشگاه عبری اورشلیم الهیات و فلسفه خواند. خانواده او از بازماندگان لهستانی هولوکاست هستند.
او از نسل شاعرانی ست که زبان عبری را برای شعری امروزی بازسازی کرده اند چنانکه او کنایات و تصاویری از زندگی امروز را به پس زمینه باستانی زبان شعری اش اضافه کرده است.
شعرهای عاشقانه او شباهت های بسیاری به غزل غزل های سلیمان دارد، شعر او حکایت از نسلی ست که از مرگ و نسل کشی آلمان نازی گریخته است و با انتقاد به آنچه که در پی آمده ست نگاه می کند. او در شعر "شهر به زودی سرنگون خواهد شد" به وضعیت کنونی اسرائیل به شکلی معترضانه نگاه می کند و در شعر "یک لیوان آب جو" حکایتی از بی رحمی و سبعیت افسران نازی را به تصویر می کشد.
امیر اور یکی از شاعران منتخب یونسکو تحت عنوان شاعران صلح است و در طول چند دهه حضور مستمری در فستیوال های جهانی شعر داشته است.
تا کنون دو کتاب از او با عناوین "زبان منشوری‌ست" و "شن و زمان" توسط رزا جمالی به فارسی ترجمه شده است.

## نمونه شعر
کنار معبد
ترجمه رزا جمالی
کنار معبد/ اسد به جستجوی تکه ای نان است / عبدالله به جستجوی روزی خود می گردد/ در بساط گدائی شان / و دود عودی که او را به خود گرفته
مصطفی به جستجوی ستارگان است/ و عیسی به جستجوی محبت است/ کاسه ی گدائی شان را دراز می کنند با دهانی آویزان
منصور گویا حقیقت را می جوید/ از رهگذران می پرسد / جلال به جستجوی آزادی ست/ عُمَر گویا زندگی را می جوید.
و اما او؟ / او که چیزی را گدائی نکرده / چراکه چیزی کسی به او نخواهد بخشید/ اما کاسه ی او پُر است / با تفقدی از ستارگان / تکه هایی از فکر/ تکه هایی از کلمات / باد و خاک و آتش / پادشاهی / کیمیای حیات / و رستگاری
کاسه ی گدائی اش را وارونه می چیند و بر می گرداند/ و خالی اش می کند / اما هنوز پر است و لبریز
"و ای درون و خواهش نفس"؛ این را بر روی آن می نویسد / کاسه ای که حالا شکل جام است و تا لبه پر از شراب است و آنرا به جرعه ای به کام می کشد
زنهار که جام من خالی نیست!
جام را در لحظه در هم می شکند/ اما این تکه ها ی خُرد / پُرتر و چند برابر شده اند
اما کنار معبد، اسد تکه ای از جان آدمی را خواسته / مصطفی سنگ های معبد را می خواهد / و عمر دیوارهای معبد را
کنار او
کنار معبدی که او بدان تکیه داده
معبدی نیست دیگر.